# Marius-Vasile Cozmiuc

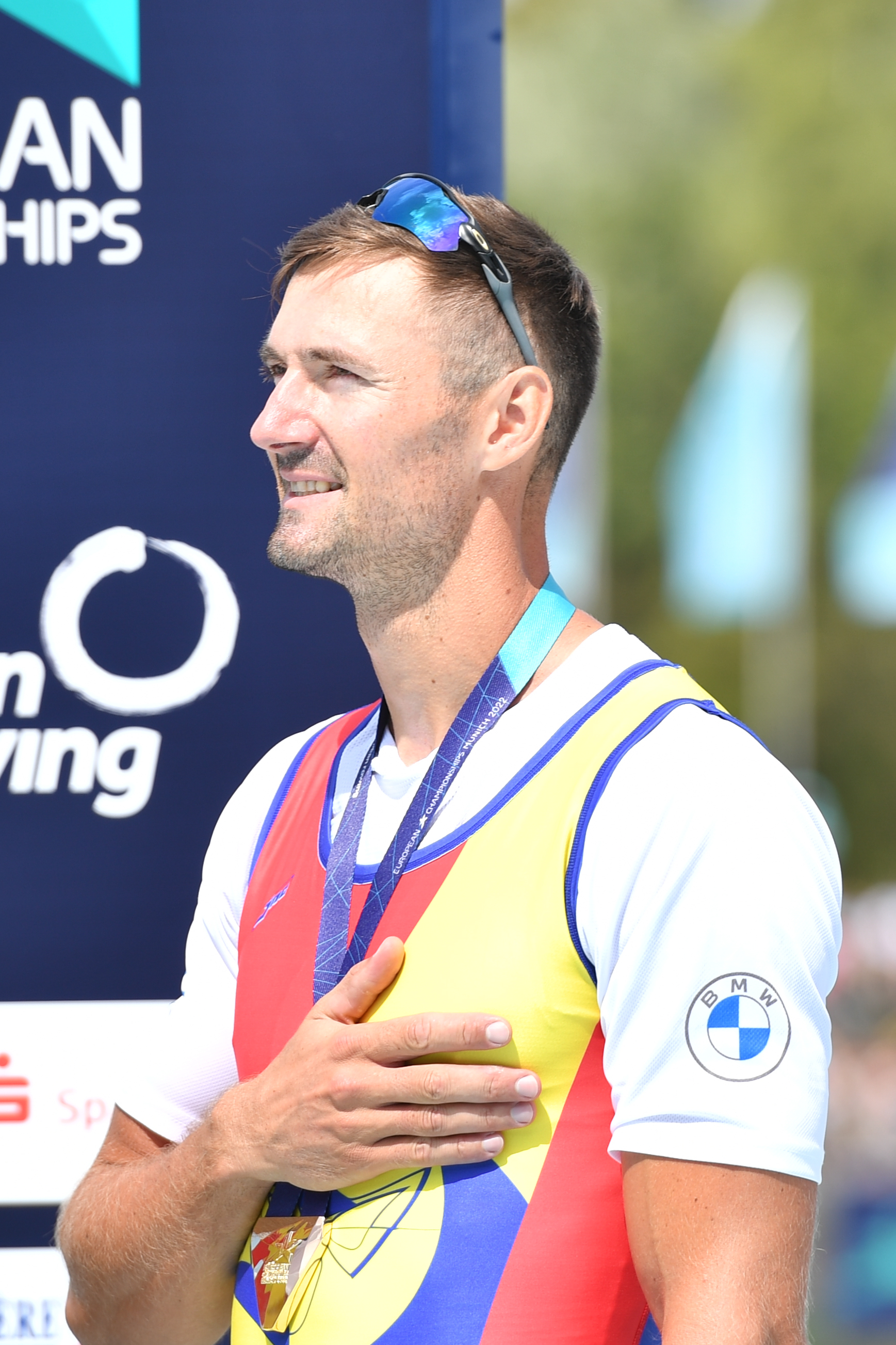
Cozmiuc, 2022 in München

Marius-Vasile Cozmiuc oder Marius Vasile Cozmiuc (* 7. September 1992 in Suceava) ist ein rumänischer Ruderer. Er war Olympiazweiter 2021 im Zweier ohne Steuermann und Weltmeister 2022.

## Sportliche Karriere
Der für Dinamo Bukarest antretende Marius-Vasile Cozmiuc gewann 2010 zusammen mit Vlad Aicoboae, Toader Gontaru und Cosmin Bogus den Titel im Vierer ohne Steuermann bei den Junioren-Weltmeisterschaften 2010. Der Junioren-Vierer trat in dieser Besetzung auch bei den Europameisterschaften 2010 an und belegte den zehnten Platz. 2011 startete der rumänische Vierer ohne Steuermann mit Ionut Minea, Marian Moraru, Marius-Vasile Cozmiuc und Ciprian Duduta bei den U23-Weltmeisterschaften und belegte den neunten Platz. Bei den Europameisterschaften 2011 trat Cozmiuc mit dem rumänischen Achter an und belegte den fünften Platz. 2012 belegte der rumänische Vierer ohne Steuermann mit Marius-Vasile Cozmiuc, George Palamariu, Cristi Ilie Pîrghie und Florin Curuea den zwölften Platz bei den Olympischen Spielen in London. Bei den im September 2012 in Varese ausgetragenen Europameisterschaften gewann der rumänische Vierer die Silbermedaille hinter den Griechen, für die mit Georgios Tziallas und Ioannis Christou zwei Olympiavierte von London am Start waren. Die vier Rumänen traten auch mit dem Achter an und belegten den sechsten Platz.
Bei den Europameisterschaften 2013 in Sevilla gewann der rumänische Vierer in der gleichen Besetzung wie im Vorjahr die Silbermedaille hinter den Niederländern. Bei den U23-Weltmeisterschaften siegte der rumänische Vierer mit Toader Gontaru, Cozmiuc, Palamariu und Pirghie. Ohne Gontaru aber mit Curuea belegte das rumänische Boot den zehnten Platz bei den Weltmeisterschaften 2013. Im Jahr darauf startete der rumänische Vierer bei den Europameisterschaften mit Vlad Aicoboae, Toader Gontaru, Cozmiuc und Adrian Damii, diese Crew belegte den siebten Platz. Bei den U23-Weltmeisterschaften erkämpften die vier Rumänen die Bronzemedaille hinter den Booten aus Italien und aus Deutschland. 2015 ruderten Gontaru, Cozmiuc, Palamariu und Pirghie bei den Europameisterschaften auf den neunten Platz. Bei den Weltmeisterschaften 2015 belegten Aicoboae, Damii, Cozmuc und Gontaru den elften Platz. Mit diesem Rang qualifizierte sich der rumänische Vierer auch für die Olympischen Spiele 2016. Bei der olympischen Regatta in Rio de Janeiro belegten Vlad Aicobiae, Constantin Adam, Marius-Vasile Cozmiuc und Toader Gontaru den 13. und letzten Platz.
Bei den Europameisterschaften 2017 in Račice u Štětí siegte der italienische Vierer ohne Steuermann vor den Rumänen mit Cristian Ivascu, Vlad Aicoboae, Cozmiuc und Ciprian Tudosă. Vier Monate später ruderten Ivascu, Cozmiuc und Tudosă bei den Weltmeisterschaften 2017 im rumänischen Achter auf den fünften Platz. 2018 bildeten der 1,97 m große Cozmiuc und der 1,95 m große Tudosă einen Zweier ohne Steuermann. Bei den Europameisterschaften 2018 in Glasgow gewannen die beiden die Bronzemedaille hinter den Kroaten Martin und Valent Sinković sowie den Franzosen Valentin und Théophile Onfroy. In Plowdiw bei den Weltmeisterschaften 2018 siegten die beiden Kroaten vor den Rumänen und den Franzosen. Im Jahr darauf siegten die Sinković-Brüder auch bei den Europameisterschaften in Luzern, Cozmiuc und Tudosă erhielten Silber vor dem spanischen Boot. 2020 gewannen Cozmiuc und Tudosă den Titel bei den Europameisterschaften in Posen vor den Kroaten. Im Jahr darauf belegten sie bei den Europameisterschaften 2021 in Varese den vierten Platz hinter den Booten aus Kroatien, Italien und Serbien. Bei den Olympischen Spielen in Tokio gewannen Cozmiuc und Tudosă sowohl ihren Vorlauf als auch ihren Hoffnungslauf. Im Finale siegten die Sinković-Brüder mit einer Sekunde Vorsprung vor den Rumänen, die ihrerseits über drei Sekunden Vorsprung auf die drittplatzierten Dänen hatten.
2022 wechselte Sergiu-Vasile Bejan zu Cozmiuc in den Zweier. Die beiden siegten bei den Europameisterschaften in München vor dem britischen und dem spanischen Zweier. Einen Monat später siegten die beiden Rumänen bei den Weltmeisterschaften in Račice u Štětí vor den Spaniern und den Briten. 2023 gewann Cozmiuc bei den Europameisterschaften in Bled Silber im Achter, zusammen mit Bejan wurde er Fünfter im Zweier. Drei Monate später bei den Weltmeisterschaften in Belgrad wurden Cozmiuc und Bejan Vierte im Zweier und im Achter. 2024 bei den Olympischen Spielen in Paris trat Cozmiuc nur im Achter an und belegte den fünften Platz.